# Challenger de San Francisco 2017
El torneo Kunal Patel San Francisco Open 2017 fue un torneo profesional de tenis. Pertenece al ATP Challenger Series 2017. Se disputará su 1ª edición sobre superficie dura bajo techo, en San Francisco, Estados Unidos entre el 6 al el 12 de febrero de 2017.

## Jugadores participantes del cuadro de individuales
| Favorito | País                      | Jugador           | Rank1 | Posición en el torneo |
| -------- | ------------------------- | ----------------- | ----- | --------------------- |
| 1        | Bandera de Estados Unidos | Frances Tiafoe    | 97    | Cuartos de final      |
| 2        | Bandera de Estados Unidos | Taylor Fritz      | 98    | Primera ronda         |
| 3        | Bandera de Kazajistán     | Mikhail Kukushkin | 99    | Segunda ronda         |
| 4        | Bandera de Estados Unidos | Jared Donaldson   | 100   | Primera ronda         |
| 5        | Bandera de Suiza          | Henri Laaksonen   | 127   | Semifinales           |
| 6        | Bandera de Canadá         | Peter Polansky    | 128   | Segunda ronda         |
| 7        | Bandera de Canadá         | Vasek Pospisil    | 133   | FINAL                 |
| 8        | Bandera de Estados Unidos | Denis Kudla       | 134   | Cuartos de final      |

- 1 Se ha tomado en cuenta el ranking del 30 de enero de 2017.

### Otros participantes
Los siguientes jugadores recibieron una invitación (wild card), por lo tanto ingresan directamente al cuadro principal (WC):
- Marcos Giron
- Bradley Klahn
- Ryan Shane
- Ramkumar Ramanathan

Los siguientes jugadores ingresan al cuadro principal tras disputar el cuadro clasificatorio (Q):
- Eric Quigley
- Raymond Sarmiento
- Brayden Schnur
- Zhang Ze

## Campeones

### Individual Masculino
- Zhang Ze derrotó en la final a  Vasek Pospisil, 7–5, 3–6, 6–2

### Dobles Masculino
- Matt Reid /  John-Patrick Smith derrotaron en la final a  Gong Maoxin /  Zhang Ze, 6–7(4), 7–5, [10–7]